# ماندلیو لنپول
شهر ماندلیو لنپول (به فرانسوی: Mandelieu-la-Napoule) در شهرستان آلپ-ماریتیم در ناحیه پروانس آلپ-کوت دازور با جمعیت ۲۰٬۸۵۰ نفر در کشور فرانسه واقع شده است.